# 사랑의 찬가 (1984년 영화)
"사랑의 찬가"는 1984년에 개봉한 대한민국의 영화이다.

## 캐스팅
- 이영하 : 전영호 역
- 정윤희
- 김동현
- 송재호
- 한은진
- 김민정
- 전유성
- 문태선
- 최일
- 오도규
- 박예숙
- 홍성현
- 추봉
- 조영수
- 전상욱
- 박일 (우정출연)